# جورج أوريك
كان جورج أوريك (15 فبراير 1899 - 23 يوليو 1983) ملحّنًا فرنسيًا، وُلِد في بلدية لوديف التابعة لإقليم هيرول. كان يعتبر واحدًا من «ليه سيس»، وهي مجموعة من الفنانين المرتبطين بشكل غير رسمي بـ جان كوكتو وإريك ساتي. نظم الأوركسترا وكتب الموسيقا العرضية للعديد من عروض الباليه والإنتاج المسرحي قبل أن يبلغ العشرين من عمره. وكان قد حظي أيضًا بمهنة حافلة ومميّزة كمؤلّفٍ للموسيقا السينمائية.

## النشأة وتعليمه
بدأ جورج أوريك مسيرته الموسيقية في سنٍّ مبكرة، وشارك بالعزف على البيانو في إحدى الحفلات التي رعتها الشركة الموسيقية المستقلّة وهو في سنّ الثانية عشرة. ثم أدّى العديد من الأغاني التي كتبها في العام التالي من خلال الشركة الوطنية للموسيقا. إلى جانب نجاحاته المبكرة مهنيًا، درس أوريك الموسيقا في معهد باريس للموسيقا، فضلًا عن التأليف مع فنسنت داندي في معهد سكولا كانتورام دو باري وألبير روسيل. بعد أن حصل على الاعتراف كطفل معجزة في التلحين والعزف على البيانو، أصبح أحد تلامذة إريك ساتي خلال العقد التالي. خلال العقد الأول والثاني من القرن العشرين، كان مساهمًا بارزًا في الموسيقا الطليعية في باريس وتأثّر لدرجةٍ كبيرة بكوكتو وملحنين آخرين في «ليه سيس».

## حياته المهنية
تميّزت مؤلّفات أوريك المبكرة بردّ فعلٍ معادية للمؤسّسة الموسيقية ولاستخدام المواد المرجعية. وبسبب هذا وارتباطه بكوكتو وساتي، صنّفه الناقد الموسيقي أونريه كوليه، الذي كان صديقًا للفنان جان هوغو، ضمن «ليه سيس». أدّت مشاركته إلى كتابته للموسيقا المرافقة للشعر والنصوص الأخرى مثل الأغاني والأعمال الموسيقية. جنبًا إلى جنب مع الملحّنين الخمسة الآخرين، ساهم بمقطوعة في «لالبوم دي سيس». في عام 1921، طلب منه كوكتو أن يُعدّ لحن موسيقا رقصة باليه، «عروس وعريس برج إيفل››. وجد نفسه منشغلًا، لذلك طلب من زملائه الملحنين في «ليه سيس» المساهمة ببعض الموسيقا. وافق الجميع باستثناء لويس دوري. خلال هذا الوقت، كتب أوبراه ذات الفصل الواحد والتي كانت بعنوان «تحت القناع» (1927) (أوبرا سابقة، ملكة القلوب (1919)، قد ضاعت). كما أنه في عام 1927 ساهم في روندو لباليه الأطفال حملت عنوان «ليفانتيل دو جين»، وهو تعاون بين عشرة ملحّنين فرنسيين. في عام 1952 شارك في تعاونٍ آخر، مجموعة التغيرات الأوركسترالية «لا غيرلاند دو كامبرا». «ليه سيس»، على الرغم من أنها مجموعة غير رسمية ولم تستمر طويلًا، أصبحت معروفة برد فعلها ضد المؤسّسة الموسيقية في ذلك الوقت وتعزيز العبثية والهجاء. تمرّدت المجموعة بالمثل ضد فاغنر كما فعلت ضد ديبوسي. تمثل موسيقا هؤلاء الملحنين، بما في ذلك أوريك، المشهد الثقافي الدقيق لباريس في ذلك الوقت ورفضوا الأنماط الدولية التي جاءت بها الموسيقا الروسية والألمانية، بالإضافة إلى رمزية ديبوسي. طوّر أوريك نفسه في وقت لاحق كملحنٍ شعبي كما تصوّره مسبقًا العديد من تقنيات ومثل «ليه سيس»، خاصة استخدام الموسيقى والمواقف الشعبية. لعبت موسيقا السيرك أو قاعة الرقص دورًا بارزًا في موسيقا «ليه سيس»، خاصة في تعاونهم الفعلي. ومع ذلك، سرعان ما تفرّق أعضاء «ليه سيس»، مع اتخاذ أوريك وآخرون مناهج مختلفة لفنّهم.

## وصلات خارجية
- جورج أوريك على موقع IMDb (الإنجليزية)
- جورج أوريك على موقع الموسوعة البريطانية (الإنجليزية)
- جورج أوريك على موقع ألو سيني (الفرنسية)
- جورج أوريك على موقع ميوزك برينز (الإنجليزية)
- جورج أوريك على موقع أول موفي (الإنجليزية)
- جورج أوريك على موقع قاعدة بيانات برودواي على الإنترنت (الإنجليزية)
- جورج أوريك على موقع قاعدة بيانات الأفلام السويدية (السويدية)
- جورج أوريك على موقع إن إن دي بي (الإنجليزية)
- جورج أوريك على موقع أول ميوزيك (الإنجليزية)
- جورج أوريك على موقع ديسكوغز (الإنجليزية)
- جورج أوريك في قاعدة بيانات الأفلام على الإنترنت
- جورج أوريك على موقع فايند أغريف